# Ergodic Theory and Dynamical Systems
Ergodic Theory and Dynamical Systems est une  revue mathématique à comité de lecture publiée par Cambridge University Press. Elle publie des articles en théorie ergodique et sur les systèmes dynamiques.

## Description
Le journal publie des articles de recherche, plus rarement des articles de synthèse, dans les domaines de la théorie ergodique et sur les systèmes dynamiques, et des interactions des systèmes dynamiques avec des domaines tels que la géométrie différentielle, la théorie des nombres, les algèbres d'opérateurs, les groupes topologiques, les groupes de Lie, l'analyse fonctionnelle, la mécanique céleste et statistique, et la biologie. 
La revue publie un volume annuel composé de 8 numéros (12 en 2019). Les volumes annuels comportent une centaine d'articles et au total plus de 3 000 pages.  
La revue est créée en 1981. Les dix premier volumes sont en accès libre.
Les rédacteurs en chef sont, en 2024, Bryna Kra (université Northwestern) et Ian Melbourne (université de Warwick).

## Résumés et indexation
Les articles sont indexés, et les résumés sont publiés, dans les bases de données usuelles de Cambridge Unibersity Press, et notamment dans Mathematical Reviews, Digital Bibliography & Library Project, Scopus et Zentralblatt MATH.
Le facteur d'impact est de 0,9 en 2022 d'après le Journal Citation Reports, et de 1,027  sur SCImago Journal Rank. Pour ce site, la revue est dans le premier quartile des revues de mathématiques appliquées depuis le début des mesures en 1999.